# یولیتی
یولیتی یک آب‌سنگ حلقوی در جزایر کارولین در باختر اقیانوس آرام است و در ۱۹۱ کیلومتر (۱۱۹ مایل) خاور آبخوست یاپ قرار دارد. یولیتی با تالاب داخلی به درازای ۳۶ کیلومتر (۲۲ مایل) و بیشترین پهنای ۲۴ کیلومتر (۱۵ مایل) و مساحت ۵۸۲ کیلومتر مربع (۲۲۵ مایل مربع) یکی از بزرگ‌ترین آب‌سنگ‌های حلقوی در جهان است. آب‌سنگ حلقوی یولیتی یک منطقه شهرداری در ایالت یاپ نیز هست. آب‌سنگ حلقوی یولیتی ۴۰ آبخوست خرد دارد که مساحت کل آنها ۴٫۵ کیلومتر مربع (۱٫۷ مایل مربع) است. جمعیت یولیتی در سال ۲۰۰۰، ۷۷۳ نفر بود.

## مردم
مردم یولیتی در چهار آبخوست «فالالوپ»، «آسُر»، «مُگمُگ»، و «فِدارای» زندگی می‌کند. دسترسی به فدارای آسان است. زیرا در آن یک باند فرودگاه، هتل ساحلی کوچک، نمایندگی گاز، فروشگاه، و یکی از سه دبیرستان ایالت یاپ قرار دارد. هر آبخوست، رئیس بومی خود را دارد. اما مُگمُگ محل زندگی رئیس کل آب‌سنگ حلقوی یولیتی است. دیگر آبخوست‌های مهم «لُسیاپ»، «سُرلِن»، و «پُتانگِراس» هستند.
آب‌سنگ حلقوی یولیتی محل مناسبی برای ماهی‌گیری و غواصی بود. اما طوفان‌های اخیر برخی آب‌سنگ‌ها را شستند.
سرشماری در یولیتی، کار دشواری است. زیرا ساکنان آن در طول سال برای کار یا تحصیل از آن خارج شده یا به آن بازمی‌گردند. جشن پایان سال تحصیلی، عروسی، یا خاک‌سپاری از زمان‌هایی است که جمعیت یولیتی به مقدار چشمگیری افزایش می‌یابد.
در سال‌های اخیر دسترسی به نیروی برق فراهم شده‌است.

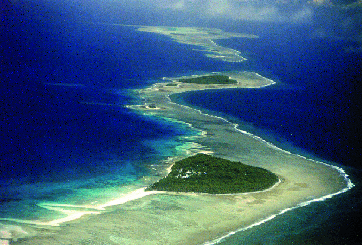

## جغرافیا
آب‌سنگ حلقوی یولیتی باختری‌ترین آبخوست در جزایر کارولین است و در فاصله ۵۷۹ کیلومتر (۳۶۰ مایل) جنوب باختر گوآم، ۱٬۳۶۸ کیلومتر (۸۵۰ مایل) خاوری فیلیپین، و ۲٬۱۰۰ کیلومتر (۱٬۳۰۰ مایل) جنوب توکیو قرار دارد. یولیتی اساساً یک آب‌سنگ حلقوی با آب‌سنگ مرجانی، ساحل شن سفید و درختان نخل است. ۴۰ آبخوست کوچک یولیتی به سختی از آب بیرون آمده‌اند و مساحت بزرگ‌ترین آنها تنها ۱٫۳ کیلومتر مربع (۰٫۵۰ مایل مربع) است. اگرچه درازای آب‌سنگ ۳۲ کیلومتر (۲۰ مایل) در امتداد شمالی - جنوبی در ۱۶ کیلومتر (۹٫۹ مایل) است. میانگین ژرفای لنگرگاه آن ۲۴ متر (۷۹ فوت) تا ۳۰ متر (۹۸ فوت) آست.

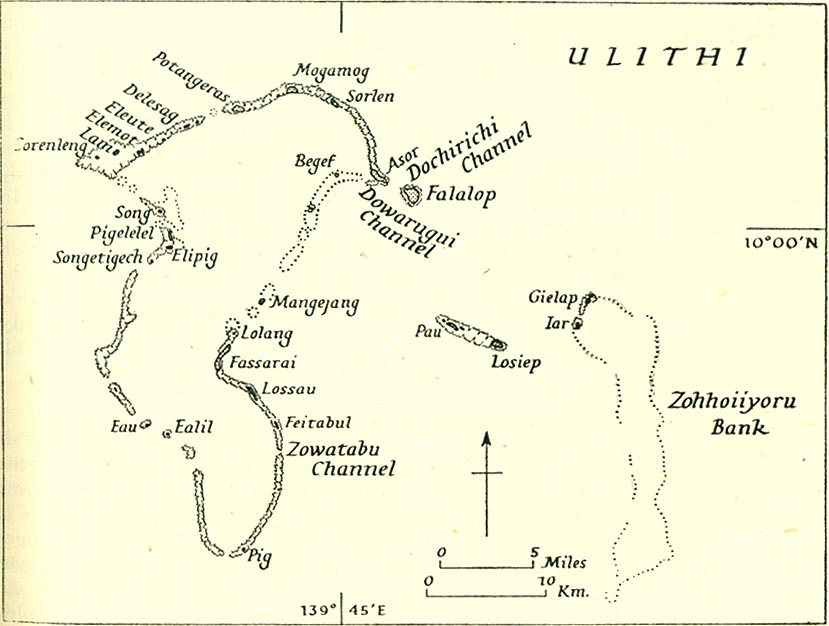
نقشه آب‌سنگ حلقوی یولیتی

## تاریخ

### اروپائیان
نخستین اروپایی وارد شده به یولیتی یک ناوبر پرتغالی به نام «دیگو دا روچا» در ۱۵۲۵ میلادی بود. بازدید او توسط یک ناوبر اسپانیایی به نام «آلوارو د ساویدرا» سوار بر کشتی «فلوریدا» در ۱ ژانویه ۱۵۲۸ ثبت شد. آلوارو د ساویدرا نام این آب‌سنگ حلقوی را «آبخوست سه پادشاه دانا» نامید. زیرا ورود او همزمان با جشن خاج‌شویان بود. بعدها مردم اسپانیولی آنرا «آبخوست‌های نخودی» نامید. همچنین کاشف اسپانیایی «روئی لوپز د ویلالوبوس» نیز در ۲۶ ژانویه ۱۵۴۳ به این آب‌سنگ حلقوی وارد شد. اما تا پیش از بازدید و برداشت جزئیات آن توسط «دون برناردو د اگوی» در ۱۷۱۲ همچنان جدا افتاده باقی ماند. پس از آن در ۱۷۳۱ مبلغان مذهبی انجمن عیسی به رهبری «خوآن آنتونیو کانتوا» و ۱۲ سرباز اسپانیایی به یولیتی وارد شدند.
در ۱۸۹۹ امپراتوری استعماری آلمان، یولیتی را از اسپانیا خرید. در ۱۹۱۴ امپراتوری استعماری ژاپن آنرا در آغاز جنگ جهانی اول اشغال و در ۱۹۲۰ به استناد قیمومت جامعه ملل، رسماً از آن خود کرد.

### جنگ جهانی دوم
در آغاز جنگ جهانی دوم، نیروی هوایی ارتش امپراتوری ژاپن یک باند فروگاه (در آبخوست فالالوپ)، ایستگاه رادیویی، ایستگاه هواشناسی در آب‌سنگ حلقوی یولیتی ساختد.

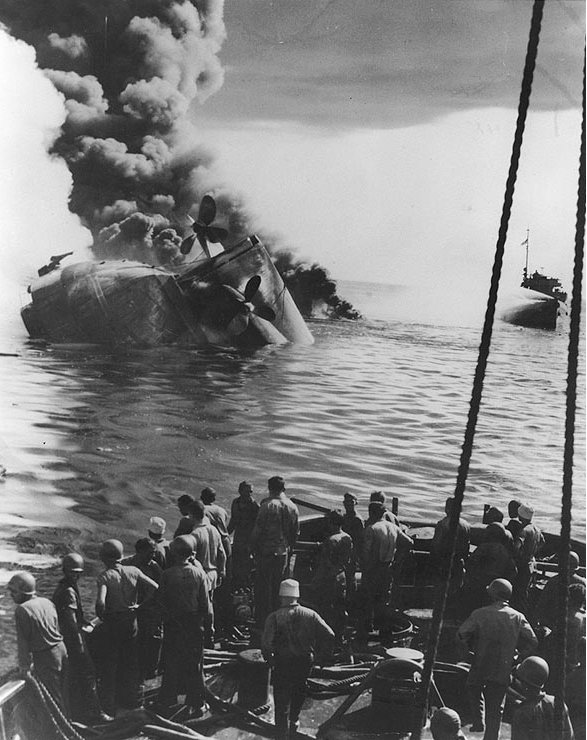
کشتی یواس‌اس میسیسینوا (ای‌او-۵۹) در حال سوختن (۲۰ نوامبر ۱۹۴۴)

در سال‌های پایانی جنگ جهانی دوم، نبردهای سنگین بسیاری بین نیروی دریایی امپراتوری ژاپن و نیروی دریایی ایالات متحده آمریکا در یولیتی درگرفت. که به غرق شدن جنگ‌افزارهای بسیاری در این منطقه انجامید. در سال ۲۰۰۳ نشت سوخت از یکی از کشتی سوخت‌رسان یواس‌اس میسیسینوا (ای‌او-۵۹) به زیر آب رفته باعث مشکلات زیست‌محیطی در آب‌های یولیتی شد.

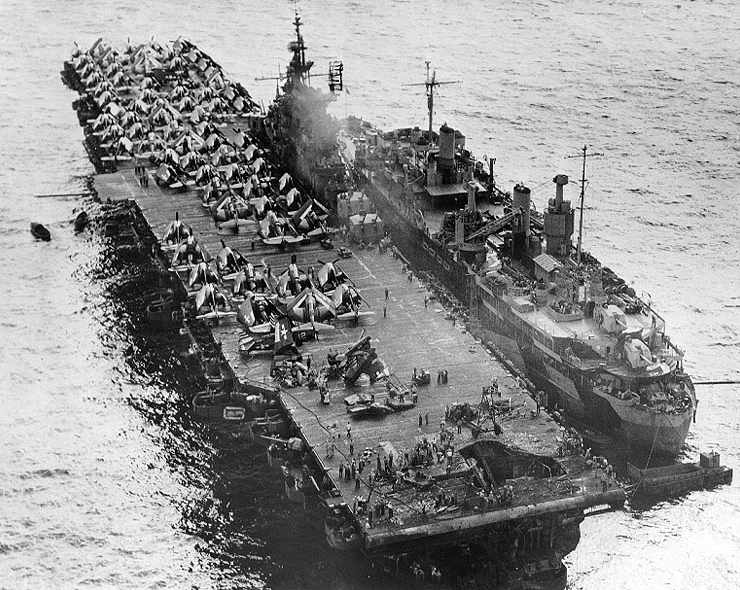
کشتی یواس‌اس رندولف (سی‌وی-۱۵) در حال بازسازی پس از حمله کامی‌کازه نیروهای ژاپنی

## زبان
مردم یولیتی به زبان یولیتیایی صحبت می‌کنند. تلاش‌های بسیاری برای حفظ این زبان شده‌است. از جمله می‌توان فرهنگ لغت یولیتیایی به زبان انگلیسی را نام برد.

## آموزش و پرورش
مدرسه‌های دولتی:
- دبیرستان اوتر آیلندز یاپ ("اوتر آیلندز" به معنی "آبخوست‌های دورافتاده")